# Amphoe Prang Ku

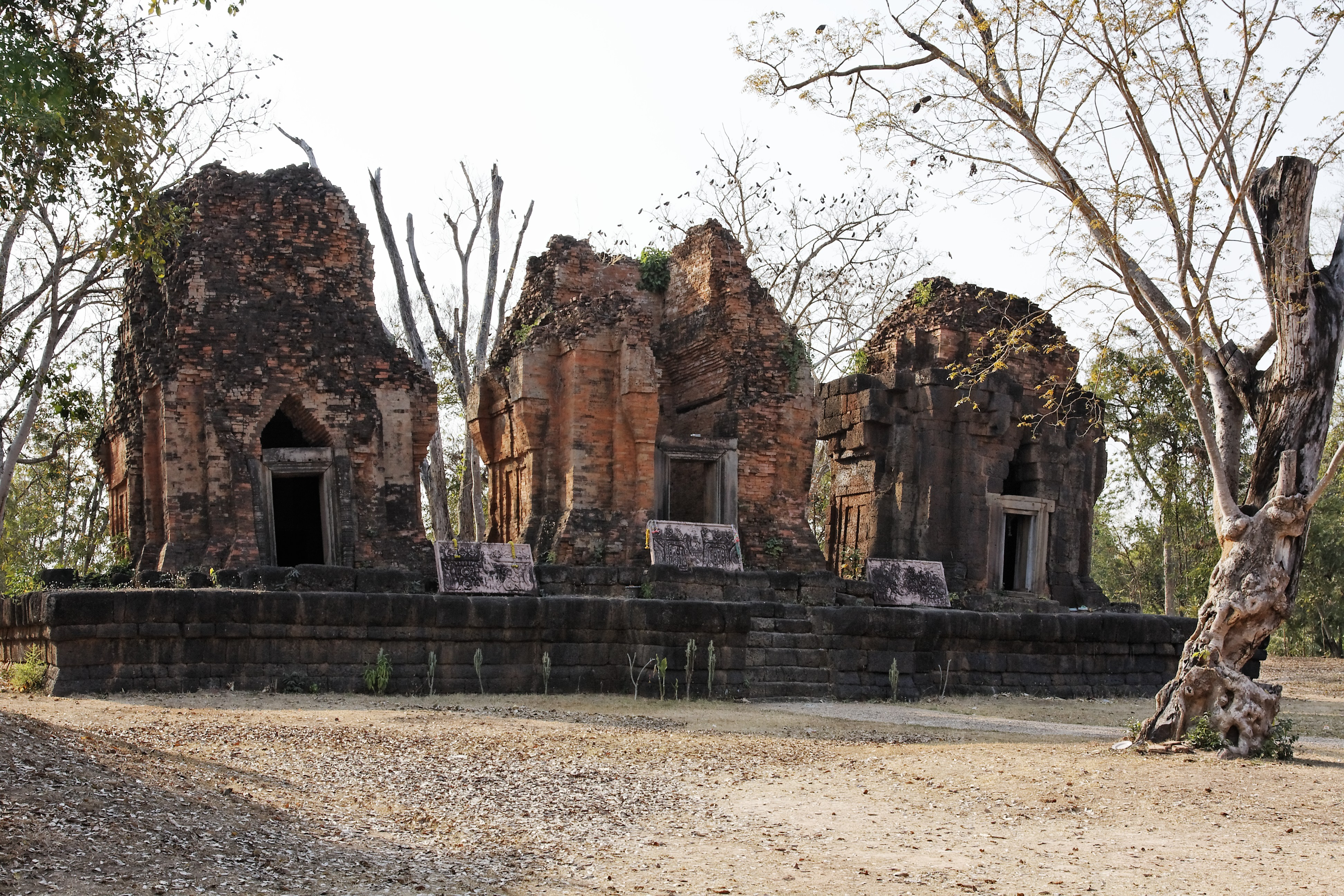
Prasat Prang Ku

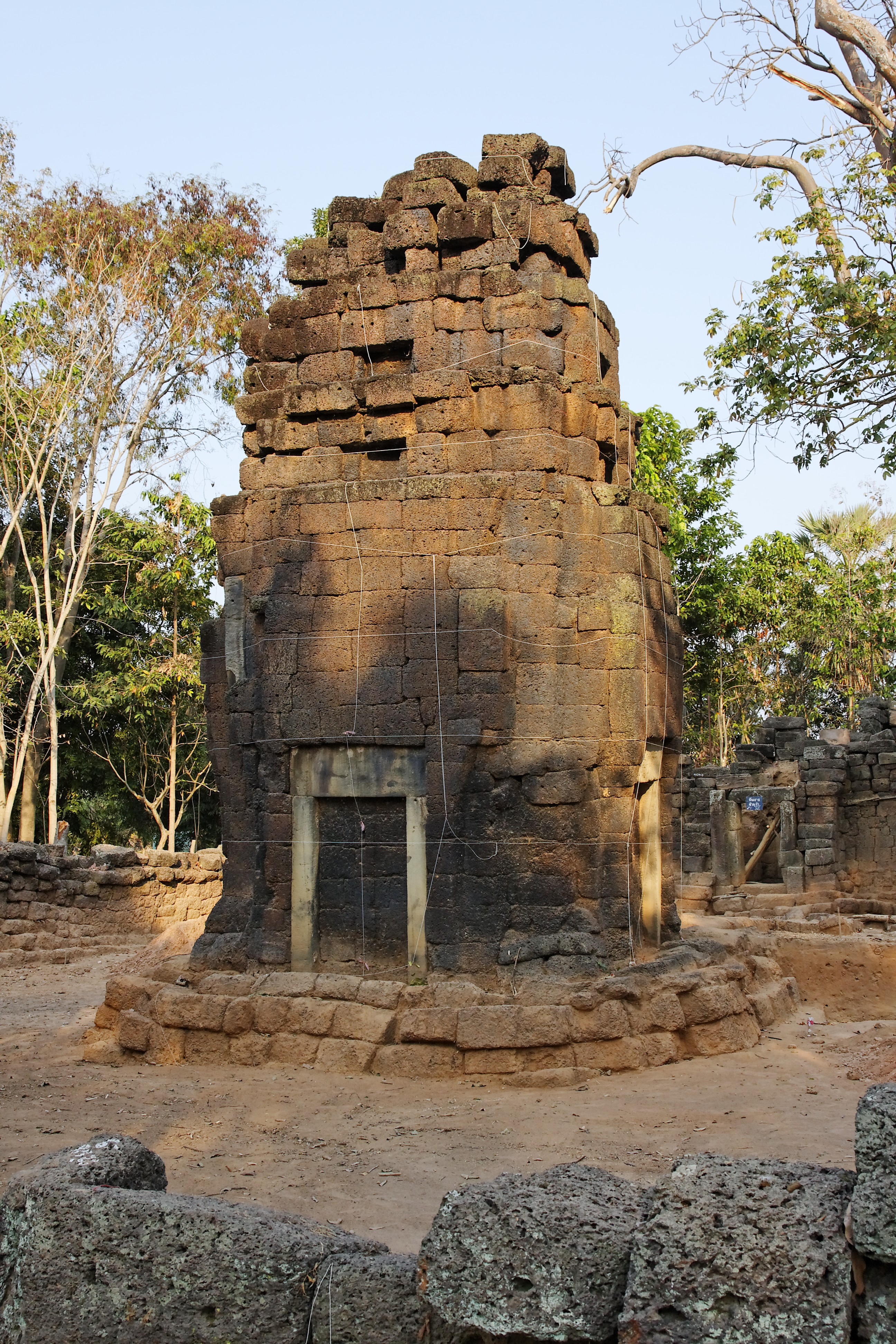
Prasat Hin Ban Samo

Amphoe Prang Ku (in Thai อำเภอ ปรางค์กู่) ist ein Landkreis (Amphoe – Verwaltungs-Distrikt) im Westen der Provinz Si Sa Ket. Die Provinz Si Sa Ket liegt in der Nordostregion von Thailand, dem so genannten Isan.

## Geographie
Amphoe Prang Ku grenzt an die folgenden Distrikte (von Norden im Uhrzeigersinn): an die Amphoe Huai Thap Than, Uthumphon Phisai, Wang Hin und Khukhan in der Provinz Si Sa Ket, sowie an die Amphoe Si Narong, Sikhoraphum und Samrong Thap der Provinz Surin.

## Geschichte
Prang Ku wurde am 1. Januar 1961 zunächst als „Zweigkreis“ (King Amphoe) eingerichtet, indem er vom Amphoe Khukhan abgetrennt wurde. Der Name des Landkreises leitet sich her vom Prang Samong (ปรางค์สามองค์), der in Ban Ku liegt. Am 17. Juli 1963 wurde er zum Amphoe heraufgestuft.

## Sehenswürdigkeiten
- Prasat Prang Ku – Khmer-Ruinen von drei Ziegelstein-Prang aus dem 11. Jahrhundert ⊙
- Prasat Hin Ban Samo – weitere Ruinen der Khmer aus der Regierungszeit König Jayavarman VII. (12. Jahrhundert); ein Wahrzeichen der Provinz Si Sa Ket

## Verwaltung

### Provinzverwaltung
Der Landkreis Prang Ku ist in zehn Tambon („Unterbezirke“ oder „Gemeinden“) eingeteilt, die sich weiter in 100 Muban („Dörfer“) unterteilen.
| Nr.  | Name             | Thai        | Muban | Einw.  |
| ---- | ---------------- | ----------- | ----- | ------ |
| 01.  | Phimai           | พิมาย        | 0-    | 07.371 |
| 02.  | Ku               | กู่           | 17    | 12.095 |
| 03.  | Nong Chiang Thun | หนองเชียงทูน  | 0-    | 09.499 |
| 04.  | Tum              | ตูม          | 12    | 06.161 |
| 05.  | Samo             | สมอ         | 17    | 07.473 |
| 06.  | Pho Si           | โพธิ์ศรี       | 14    | 05.481 |
| 07.  | Samrong Prasat   | สำโรงปราสาท | 17    | 06.814 |
| 08.  | Du               | ดู่           | 13    | 04.810 |
| 09.  | Sawai            | สวาย        | 10    | 04.131 |
| 010. | Phimai Nuea      | พิมายเหนือ    | 0-    | 04.260 |

Hinweis: Die Daten der Muban liegen zum Teil noch nicht vor.

### Lokalverwaltung
Es gibt eine Kommune mit „Kleinstadt“-Status (Thesaban Tambon) im Landkreis:
- Prang Ku (Thai: เทศบาลตำบลปรางค์กู่), bestehend aus Teilen der Tambon Phimai und Phimai Nuea.

Außerdem gibt es zehn „Tambon-Verwaltungsorganisationen“ (องค์การบริหารส่วนตำบล – Tambon Administrative Organizations, TAO):
- Phimai (Thai: องค์การบริหารส่วนตำบลพิมาย)
- Ku (Thai: องค์การบริหารส่วนตำบลกู่)
- Nong Chiang Thun (Thai: องค์การบริหารส่วนตำบลหนองเชียงทูน)
- Tum (Thai: องค์การบริหารส่วนตำบลตูม)
- Samo (Thai: องค์การบริหารส่วนตำบลสมอ)
- Pho Si (Thai: องค์การบริหารส่วนตำบลโพธิ์ศรี)
- Samrong Prasat (Thai: องค์การบริหารส่วนตำบลสำโรงปราสาท)
- Du (Thai: องค์การบริหารส่วนตำบลดู่)
- Sawai (Thai: องค์การบริหารส่วนตำบลสวาย)
- Phimai Nuea (Thai: องค์การบริหารส่วนตำบลพิมายเหนือ)